# Liste der Brücken über die Albula
Die Liste der Brücken über die Albula enthält die Brücken der Albula von der Quelle westlich des Albulapasses bis zur Mündung in den Hinterrhein bei Fürstenaubruck.

## Brückenliste
64 Brücken führen über den Fluss: 35 Strassen- und Feldwegbrücken, 22 Fussgängerstege, fünf Eisenbahnbrücken und zwei Rohrbrücken.

### GemeindeBergün Filisur, OrtschaftPreda
20 Brücken überspannen den Fluss bei Preda.
| Bild | Name                                              | Ort             | Lage | Funktion                                                | Konstruktion      | Material    | Länge in m | Höhe m ü. M. | Bemerkungen |
| ---- | ------------------------------------------------- | --------------- | ---- | ------------------------------------------------------- | ----------------- | ----------- | ---------- | ------------ | --- |
|      | Unbenannter Steg                                  | Preda-Crap Alv  |      | Feldwegbrücke                                           | Balkenbrücke      | Holz        | 5          | 2028         | Bauwerk bei der Alp Weissenstein |
|      | Unbenannte Brücke                                 | Preda-Crap Alv  |      | Feldwegbrücke                                           | Balkenbrücke      | Beton       | 8          | 2027         | Bauwerk bei der Alp Weissenstein |
|      | Unbenannter Steg                                  | Preda-Crap Alv  |      | Fussgängerbrücke mit Rohrleitungen unterhalb der Brücke | Balkenbrücke      | Holz        | 7          | 2025         | Bauwerk bei der Alp Weissenstein |
|      | Albulapassstrasse-Brücke (Veja Alvra)             | Preda-Crap Alv  |      | Strassenbrücke (zweispurig) mit Trottoir 749            | Balkenbrücke      | Beton       | 20         | 2025         | Höchstgeschwindigkeit 80 km/h, Höchstgewicht 11 t, Höchstbreite 2,3 m Winter Sperre: November – Juni LPF-Buslinie 593 (Preda – Albulapass – La Punt – Chamues-ch (Rufbus)) Veloland-Route 6 Graubünden-Route (Etappe 3 Bergün–Zernez) Wanderland-Route 33 Via Albula/Bernina (Etappe 5 Preda–Spinas) Die Albulapassstrasse von Bergün bis La Punt wurde zwischen 1864 und 1866 gebaut. |
|      | Unbenannte Brücke                                 | Preda-Palpuogna |      | Fussgängerbrücke                                        | Balkenbrücke      | Holz        | 10         | 1922         | Bergwanderweg |
|      | Unbenannte Stege                                  | Preda-Palpuogna |      | Fussgängerbrücke                                        | Balkenbrücke      | Holz        | 10         | 1922         | Bergwanderweg |
|      | Unbenannter Steg                                  | Preda-Palpuogna |      | Fussgängerbrücke                                        | Balkenbrücke      | Holz        | 6          | 1915         | Bauwerk beim Palpuognasee Bergwanderweg |
|      | Unbenannter Steg                                  | Preda-Palpuogna |      | Fussgängerbrücke                                        | Balkenbrücke      | Holz        | 10         | 1914         | Wanderland-Route 33 Via Albula/Bernina (Etappe 5 Preda–Spinas) |
|      | Unbenannte Brücke                                 | Preda           |      | Feldwegbrücke                                           | Balkenbrücke      | Holz        | 8          | 1772         | Bergwanderweg |
|      | Unbenannter Steg                                  | Preda           |      | Fussgängerbrücke                                        | Balkenbrücke      | Holz        | 7          | 1754         | |
|      | Unbenannter Steg                                  | Preda-Naz       |      | Fussgängerbrücke                                        | Balkenbrücke      | Holz        | 6          | 1747         | |
|      | Naz-Brücke                                        | Preda-Naz       |      | Strassenbrücke (einspurig)                              | Balkenbrücke      | Beton Stein | 10         | 1746         | Brücke mit Naturstein-Auflagerquadern Fahrverbot für Motorwagen und Motorräder: Ausgenommen land- und forstwirtschaftliche Fahrten sowie mit Bewilligung der Gemeinde Bergwanderweg |
|      | Unbenannter Steg                                  | Preda-Naz       |      | Fussgängerbrücke (ehemalig)                             | Balkenbrücke      | Holz        | 7          | 1731         | Der Bergwanderweg existiert nicht mehr. |
|      | Albulaviadukt IV                                  | Preda           |      | Eisenbahnbrücke (eingleisig)                            | Stein-Bogenbrücke | Stein       | 44         | 1681         | Steinbogenbrücke, gebaut 1902 Höchstgeschwindigkeit 50 km/h Albulalinie der Rhätischen Bahn: Thusis – St. Moritz |
|      | Unbenannter Steg                                  | Preda           |      | Fussgängerbrücke                                        | Balkenbrücke      | Holz        | 10         | 1667         | Wanderland-Route 33 Via Albula/Bernina (Etappe 4 Bergün–Preda) Übergang ist nicht behindertengerecht (Treppen). |
|      | Albulaviadukt III                                 | Preda           |      | Eisenbahnbrücke (eingleisig)                            | Stein-Bogenbrücke | Stein       | 138        | 1660         | Steinbogenbrücke, gebaut 1902 Höchstgeschwindigkeit 50 km/h Albulalinie der Rhätischen Bahn: Thusis – St. Moritz |
|      | Punt Ota-Brücke (Albulapassstrasse)               | Preda           |      | Strassenbrücke (zweispurig) 749                         | Stein-Bogenbrücke | Stein       | 14         | 1645         | Steinbogenbrücke Höchstgeschwindigkeit 80 km/h, Höchstgewicht 11 t, Höchstbreite 2,3 m Winter Sperre: November – März Verbot für Anhänger Veloland-Route 6 Graubünden-Route (Etappe 3 Bergün–Zernez) Preda-Bergün-Schlittelbahn |
|      | Albulaviadukt II                                  | Preda           |      | Eisenbahnbrücke (eingleisig)                            | Stein-Bogenbrücke | Stein       | 95         | 1618         | Steinbogenbrücke, gebaut 1902 Höchstgeschwindigkeit 50 km/h Albulalinie der Rhätischen Bahn: Thusis – St. Moritz |
|      | Albulaviadukt I                                   | Preda-Muot      |      | Eisenbahnbrücke (eingleisig)                            | Stein-Bogenbrücke | Stein       | 60         | 1589         | Steinbogenbrücke, gebaut 1902–1904 Höchstgeschwindigkeit 50 km/h Albulalinie der Rhätischen Bahn: Thusis – St. Moritz |
|      | Punt Tranter ils Craps-Brücke (Albulapassstrasse) | Preda-Muot      |      | Strassenbrücke (zweispurig) 749                         | Stein-Bogenbrücke | Stein       | 33         | 1585         | Steinbogenbrücke Höchstgeschwindigkeit 80 km/h, Höchstgewicht 11 t, Höchstbreite 2,3 m Winter Sperre: November – März Verbot für Anhänger Veloland-Route 6 Graubünden-Route (Etappe 3 Bergün–Zernez) Preda-Bergün-Schlittelbahn |
|      | Unbenannter Steg                                  | Preda-Muot      |      | Fussgängerbrücke                                        | Hängebrücke       | Stahl       | 15         | 1557         | |

### GemeindeBergün Filisur, DörferBergün/BravuognundFilisur
20 Brücken überspannen den Fluss bei Bergün/Bravuogn und Filisur.
| Bild                                        | Name                 | Ort             | Lage | Funktion                    | Konstruktion    | Material   | Länge in m | Höhe m ü. M. | Bemerkungen |
| ------------------------------------------- | -------------------- | --------------- | ---- | --------------------------- | --------------- | ---------- | ---------- | ------------ | --- |
|                                             | Unbenannte Brücke    | Bergün/Bravuogn |      | Fussgängerbrücke            | Balkenbrücke    | Holz       | 10         | 1454         | Bergwanderweg |
|                                             | Val S-chigra-Brücke  | Bergün/Bravuogn |      | Feldwegbrücke               | Balkenbrücke    | Beton      | 20         | 1407         | Fahrverbot für Motorwagen und Motorräder: Ausgenommen land- und forstwirtschaftliche Fahrten Langlaufloipe Bergün Bergwanderweg |
|                                             | Unbenannte Brücke    | Bergün/Bravuogn |      | Fussgängerbrücke            | Balkenbrücke    | Holz       | 10         | 1398         | Bauwerk befindet sich beim Campingplatz Albula |
| Die Holzstege sind seither entfernt worden. | Unbenannter Steg     | Bergün/Bravuogn |      | Fussgängerbrücke (ehemalig) | Balkenbrücke    | Holz       | 10         | 1375         | |
|                                             | Unbenannte Brücke    | Bergün/Bravuogn |      | Strassenbrücke (einspurig)  | Balkenbrücke    | Beton      | 20         | 1372         | Fahrverbot für Motorwagen und Motorräder: Ausgenommen land- und forstwirtschaftliche Fahrten sowie mit Bewilligung der Gemeinde Höchstgeschwindigkeit 50 km/h Langlaufloipe Bergün Bergwanderweg |
|                                             | Giassa-Brücke        | Bergün/Bravuogn |      | Strassenbrücke (einspurig)  | Balkenbrücke    | Beton      | 25         | 1358         | Höchstgeschwindigkeit 50 km/h, Höchstgewicht 32 t Mountainbikeland-Route 90 Graubünden Bike (Etappe 7 Bergün–Lenzerheide), Route 242 Albulatour (Alvaneu Bad–Alvaneu Bad) und Route 339 Scalettapass/Keschhütte (Davos Platz–Davos Platz) Wanderland-Route 33 Via Albula/Bernina (Etappe 4 Bergün–Preda)                                                                           |
|                                             | Veja Buel-Brücke     | Bergün/Bravuogn |      | Strassenbrücke (einspurig)  | Balkenbrücke    | Beton      | 15         | 1339         | Fahrverbot für Motorwagen und Motorräder: Ausgenommen land- und forstwirtschaftliche Fahrten Höchstgeschwindigkeit 50 km/h Bergwanderweg |
|                                             | Unbenannter Steg     | Bergün/Bravuogn |      | Fussgängerbrücke            | Balkenbrücke    | Holz       | 10         | 1281         | Gebaut 2001 während eines Forstwart Baukurses Bergwanderweg |
|                                             | Streda-Brücke        | Stugl/Stuls     |      | Fussgängerbrücke            | Balkenbrücke    | Holz       | 10         | 1138         | Bergwanderweg Mountainbikeland-Route 90 Graubünden Bike (Etappe 7 Bergün–Lenzerheide), Route 242 Albulatour (Alvaneu Bad–Alvaneu Bad) und Route 339 Scalettapass/Keschhütte (Davos Platz–Davos Platz) |
|                                             | Unbenannter Steg     | Stugl/Stuls     |      | Fussgängerbrücke            | Balkenbrücke    | Holz Beton | 20         | 1120         | Brücke mit Betonstufe Mountainbikeland-Route 90 Graubünden Bike (Etappe 7 Bergün–Lenzerheide), Route 242 Albulatour (Alvaneu Bad–Alvaneu Bad) und Route 339 Scalettapass/Keschhütte (Davos Platz–Davos Platz) Bergwanderweg Übergang ist nicht behindertengerecht. |
|                                             | Unbenannte Brücke    | Stugl/Stuls     |      | Feldwegbrücke               | Balkenbrücke    | Holz       | 16         | 1113         | Wanderland-Route 33 Via Albula/Bernina (Etappe 3 Filisur–Bergün) |
|                                             | Via Bellaluna-Brücke | Filisur         |      | Strassenbrücke (zweispurig) | Balkenbrücke    | Holz       | 15         | 1083         | Höchstgeschwindigkeit 80 km/h Höchstgewicht 16 t Mountainbikeland-Route 242 Albulatour (Alvaneu Bad–Alvaneu Bad) Veloland-Route 6 Graubünden-Route (Etappe 2 Thusis–Bergün) Wanderland-Route 33 Via Albula/Bernina (Etappe 3 Filisur–Bergün) |
|                                             | Unbenannte Brücke    | Filisur         |      | Feldwegbrücke               | Balkenbrücke    | Holz       | 15         | 1048         | Gebaut 2010 während eines Forstwart Baukurses |
|                                             | Frevgias-Brücke      | Filisur         |      | Strassenbrücke (einspurig)  | Gedeckte Brücke | Holz       | 19         | 1019         | Gedeckte Holzbrücke, gebaut ca. 1900 Höchstgewicht 32 t, Höchsthöhe 3,5 m Wanderland-Route 33 Via Albula/Bernina (Etappe 3 Filisur–Bergün) Bis zur Strassenverlegung von 1888 traversierte die Albulastrasse erstmals an dieser Stelle den Fluss und blieb bis Bellaluna auf der linken Talseite.                                                                                  |
|                                             | Am Wasser-Brücke     | Filisur         |      | Strassenbrücke (einspurig)  | Balkenbrücke    | Beton      | 20         | 998          | Mountainbikeland-Route 90 Graubünden Bike (Etappe 7 Bergün–Lenzerheide), Route 242 Albulatour (Alvaneu Bad–Alvaneu Bad) und Route 339 Scalettapass/Keschhütte (Davos Platz–Davos Platz) Veloland-Route 6 Graubünden-Route (Etappe 2 Thusis–Bergün) Wanderland-Route 33 Via Albula/Bernina (Etappe 3 Filisur–Bergün) und Route 35 Walserweg (Etappe 12 Chamonas d’Ela CAS–Monstein) |
|                                             | Unbenannter Steg     | Filisur         |      | Wehrbrücke (privat)         | Balkenbrücke    | Stahl      | 15         | 996          | Wehrsteg des Wasserkraftwerks Filisur |
|                                             | Mungs-Brücke         | Filisur         |      | Strassenbrücke (zweispurig) | Balkenbrücke    | Beton      | 25         | 991          | |
|                                             | Unbenannte Brücke    | Filisur         |      | Feldwegbrücke               | Balkenbrücke    | Holz       | 15         | 983          | Fahrverbot für Motorwagen und Motorräder: Land- und Forstwirtschaft gestattet |
|                                             | Unbenannte Brücke    | Filisur         |      | Feldwegbrücke               | Balkenbrücke    | Holz       | 15         | 964          | Langlaufloipe Filisur – Alvaneu Bad |
|                                             | Via Zinols-Brücke    | Filisur         |      | Strassenbrücke (einspurig)  | Balkenbrücke    | Holz       | 15         | 958          | Langlaufloipe Filisur – Alvaneu Bad Bergwanderweg |

### GemeindeAlbula/Alvra
19 Brücken überspannen den Fluss bei Alvaneu Bad, Surava, Tiefencastel und Alvaschein.
| Bild | Name                            | Ort                   | Lage | Funktion                                         | Konstruktion      | Material | Länge in m | Höhe m ü. M. | Bemerkungen |
| ---- | ------------------------------- | --------------------- | ---- | ------------------------------------------------ | ----------------- | -------- | ---------- | ------------ | --- |
|      | Unbenannte Brücke               | Filisur – Alvaneu Bad |      | Feldwegbrücke                                    | Bogenbrücke       | Holz     | 30         | 942          | Brücke mit elektronischer Barriere beim Golfclub Alvaneu Bad |
|      | Alvaneu Bad-Brücke              | Filisur – Alvaneu Bad |      | Fussgängerbrücke                                 | Gedeckte Brücke   | Holz     | 18         | 937          | Gedeckte Holzbrücke, gebaut 1875 Das Bauwerk ist denkmalgeschützt. Wanderland-Route 33 Via Albula/Bernina (Etappe 2 Tiefencastel–Filisur) |
|      | Unbenannte Brücke               | Alvaneu Bad           |      | Strassenbrücke (einspurig)                       | Balkenbrücke      | Beton    | 20         | 936          | Bergwanderweg |
|      | Gravas-Brücke                   | Surava                |      | Strassenbrücke (einspurig)                       | Balkenbrücke      | Beton    | 25         | 896          | Wanderland-Route 754 Pfad der Pioniere Parc Ela (Surava–Surava) |
|      | Unbenannte Brücke               | Surava                |      | Strassenbrücke (einspurig)                       | Balkenbrücke      | Holz     | 25         | 890          | Fahrverbot für Motorwagen und Motorräder: Zubringerdienst gestattet Achtung Längsrillen Veloland-Route 6 Graubünden-Route (Etappe 2 Thusis–Bergün) |
|      | Unbenannte Brücke               | Tiefencastel          |      | Strassenbrücke (einspurig)                       | Balkenbrücke      | Holz     | 25         | 856          | Höchstgeschwindigkeit 30 km/h Mountainbikeland-Route 242 Albulatour (Alvaneu Bad–Alvaneu Bad) |
|      | Neislasbrücke (Zufahrtsstrasse) | Tiefencastel          |      | Strassenbrücke (einspurig)                       | Balkenbrücke      | Beton    | 35         | 851          | Amtsverbot: Das Befahren der Zufahrtsstrasse ist verboten, ausgenommen sind der land- und forstwirtschaftliche Verkehr Höchstgeschwindigkeit 50 km/h Wanderland-Route 33 Via Albula/Bernina (Etappe 2 Tiefencastel–Filisur) |
|      | Neislasbrücke (Julierstrasse)   | Tiefencastel          |      | Strassenbrücke (zweispurig)                      | Balkenbrücke      | Beton    | 115        | 850          | Die Brücke wurde 1998/99 erstellt und die Ostumfahrung Tiefencastel im Oktober 1999 eröffnet. Verbot für Anhänger (Lastwagen): Bei schneebedeckter Fahrbahn, ausgenommen 4x4 Fahrzeuge Höchstgeschwindigkeit 50 km/h PostAuto-Buslinie 182 (Chur – Lenzerheide – Bivio – Julier – St. Moritz – (Julierpass-Linie))                  |
|      | Unbenannte Brücke               | Tiefencastel          |      | Fussgängerbrücke                                 | Balkenbrücke      | Beton    | 15         | 849          | Übergang zum Hotel Albula und Julier |
|      | Viglia veia Gelgia-Brücke       | Tiefencastel          |      | Strassenbrücke (zweispurig) mit Trottoirs 720.17 | Stein-Bogenbrücke | Stein    | 25         | 849          | Höchstgeschwindigkeit 50 km/h, Höchstgewicht 32 t, Höchstbreite 2,55 m PostAuto-Buslinie 573 (Tiefencastel – Stierva) Mountainbikeland-Route 242 Albulatour (Alvaneu Bad–Alvaneu Bad) Wanderland-Route 64 ViaSett (Etappe 3 Tiefencastel–Savognin)                                                                                  |
|      | Unbenannter Steg                | Tiefencastel          |      | Fussgängerbrücke (privat)                        | Balkenbrücke      | Stahl    | 20         | 840          | Bauwerk beim Gebäude Stradung 18. |
|      | Wasserleitungsbrücke            | Tiefencastel          |      | Rohrleitungsbrücke                               | Fachwerkbrücke    | Stahl    | 25         | 840          | Die hydrometrische Messstation Albula - Tiefencastel (2141) vom Bundesamt für Umwelt (BAFU) befindet sich einige Meter flussabwärts auf der linken Flussseite. |
|      | Ava Forza-Brücke                | Tiefencastel          |      | Strassenbrücke (einspurig)                       | Balkenbrücke      | Beton    | 30         | 829          | Zufahrt zum Kraftwerk Tiefencastel Mountainbikeland-Route 1 Alpine Bike (Etappe 6 Tiefencastel–Safien Platz) |
|      | Unbenannte Brücke               | Alvaschein            |      | Werkbrücke (privat)                              | Balkenbrücke      | Beton    | 35         | 828          | Brücke mit abschliessbarer Schranke bei der Dotierzentrale Solis. Zutritt für Unberechtigte verboten. |
|      | Unbenannte Brücke               | Alvaschein            |      | Werkbrücke (privat)                              | Talsperre         | Beton    | 75         | 826          | Kontrollgang-Brücke bei der Staumauer Solis Doppelt gekrümmte Bogenmauer, gebaut 1981–1986 |
|      | Unbenannter Steg                | Alvaschein            |      | Werkbrücke (privat)                              | Balkenbrücke      | Stahl    | 8          | 826          | Hochwasserentlastungssteg bei der Staumauer Solis |
|      | Soliser Brücke                  | Alvaschein            |      | Strassenbrücke (einspurig)                       | Stein-Bogenbrücke | Stein    | 29         | 843          | Historische Steinbogenbrücke, gebaut 1868, ersetzte gedeckte Holzbrücke. Das Bauwerk ist im Inventar historischer Verkehrswege der Schweiz (IVS) als nationales Kulturgut aufgeführt. Höchstgewicht 28 t Mountainbikeland-Route 242 Albulatour (Alvaneu Bad–Alvaneu Bad) Veloland-Route 6 Graubünden-Route (Etappe 2 Thusis–Bergün) |
|      | Soliser Viadukt                 | Alvaschein            |      | Eisenbahnbrücke (eingleisig)                     | Stein-Bogenbrücke | Stein    | 164        | 842          | Gebaut 1902 Höchstgeschwindigkeit 60 km/h Albulalinie der Rhätischen Bahn: Thusis – St. Moritz |
|      | Neue Soliser Brücke             | Alvaschein            |      | Strassenbrücke (zweispurig) 417                  | Rahmenbrücke      | Beton    | 124        | 842          | Trapezrahmenbrücke, gebaut 1972/73 Höchstgeschwindigkeit 80 km/h PostAuto-Buslinie 521 (Thusis – Mutten – Obermutten) Veloland-Route 6 Graubünden-Route (Etappe 2 Thusis–Bergün) |

### Obersolis,ScharansundSils im Domleschg
6 Brücken überspannen den Fluss im untersten Abschnitt des Albulas.
| Bild | Name                      | Ort                          | Lage | Funktion                                                                          | Konstruktion      | Material   | Länge in m | Höhe m ü. M. | Bemerkungen |
| ---- | ------------------------- | ---------------------------- | ---- | --------------------------------------------------------------------------------- | ----------------- | ---------- | ---------- | ------------ | --- |
|      | Unbenannte Brücke         | Vaz/Obervaz-Obersolis        |      | Rohrleitungsbrücke mit privatem Werksteg                                          | Stein-Bogenbrücke | Stein      | 70         | 790          | Druckleitung des Kraftwerks Heidseewerk |
|      | Unbenannte Brücke         | Sils im Domleschg – Scharans |      | Werkbrücke (privat)                                                               | Balkenbrücke      | Beton      | 25         | 680          | Brücke mit abschliessbarer Barriere Betreten der Baustelle verboten. Bei Unfällen wird jede Haftung abgelehnt! Pilzpflückverbot und Strahlverbot |
|      | Unbenannte Brücke         | Sils im Domleschg – Scharans |      | Strassenbrücke (einspurig) mit Trottoirs                                          | Balkenbrücke      | Beton      | 25         | 672          | Bauwerk beim Wasserkraftwerk Sils Wanderland-Route 33 Via Albula/Bernina (Etappe 1 Thusis–Tiefencastel) |
|      | Unbenannter Steg          | Sils im Domleschg – Scharans |      | Fussgängerbrücke mit Wasserrohrleitung an der Brückenseite                        | Balkenbrücke      | Beton      | 40         | 668          | Bauwerk beim Wasserkraftwerk Sils |
|      | Domleschgerstrasse-Brücke | Sils im Domleschg – Scharans |      | Strassenbrücke (zweispurig) mit Trottoir und Rohrleitungen unterhalb der Fahrbahn | Balkenbrücke      | Beton      | 70         | 662          | Ersetzte gedeckte Holzbrücke von 1858, die 1969 abgebrochen wurde. Höchstgeschwindigkeit 80 km/h PostAuto-Buslinie 512 (Thusis – Sils – (Almens) – Rothenbrunnen – Rhäzüns) Mountainbikeland-Route 1 Alpine Bike (Etappe 6 Tiefencastel–Safien Platz) und Route 90 Graubünden Bike (Etappe 8 Lenzerheide–Thusis) Flussabwärts befindet sich das national geschützte Auengebiet Cumparduns. |
|      | Unbenannte Brücke         | Sils im Domleschg – Scharans |      | Fussgänger- und Velobrücke                                                        | Balkenbrücke      | Holz Beton | 40         | 660          | Holzbrücke auf Betonpfeilern Es ist gefährlich, sich im Flussbett aufzuhalten. Die Wasserkraftanlagen können jederzeit ein plötzliches Hochwasser verursachen, auch bei schönem Wetter! Wanderweg Das Bauwerk befindet sich im national geschützten Auengebiet Cumparduns. |